# 촐라 왕국
촐라 왕국 또는 고대 촐라는 상감 시대를 전후로 존재했던 촐라 왕조의 고대 타밀 왕국이다. 촐라 왕국은 타밀라캄의 3대 왕국 중 하나였다. 왕국의 초기 수도는 우라이유르 또는 티루치라팔리와 카베리파티남이었다.
중세 촐라족의 비문에는 고대 촐라 왕들에 대한 역사가 가득하다. 촐라 왕가는 태양의 후손으로 여겨졌다. 이 반전설적인 사건들은 현자 아가스티야와 동시대 인물로 추정되는 칸타만 왕의 헌신으로 카베리강이 생겨났다는 이야기를 담고 있다. 실수로 송아지를 죽였다는 이유로 아들에게 사형을 선고했던 마누 왕의 이야기도 있다. 마하바마사는 두타 가미니에게 패배한 엘랄란 왕(기원전 3세기경)을 '...침대 머리에 밧줄이 달린 종을 달아 구제를 원하는 모든 사람이 종을 울리게 한' 정의로운 왕으로 묘사하고 있다. 굶주린 매에게 자신의 살을 내어주어 매에게서 비둘기를 구한 시비왕도 고대 촐라 역사의 한 부분이다.
이러한 역사적 사건은 10세기와 11세기의 동판 헌장에 통합된 긴 신화 계보에서 후기 콜라 시대에 크게 강조되었다. 가장 초기의 판본은 카리칼라, 페루나르킬리, 코첸간난의 역사적 이름을 포함하여 비자야라야 콜란 이전의 15개의 이름을 알려주는 안빌 비문에서 발견된다. 티루발랑가두 판은 이 목록을 44개로 늘리고, 칸야쿠마리 판은 52개까지 늘어난다. 칼링가투파라니와 같은 문학 작품에서 수집한 다른 목록도 있다. 이 목록 중 두 목록이 일치하는 것은 없지만 일부 이름과 세부 사항은 모두 공통적이다.
다르마바르촐란과 킬리발라반이라는 촐라 왕은 스리랑감 성전을 지금의 큰 사원으로 발전시켰다. 그들은 기본 토대와 주요 건물을 세웠다. 킬리, 티루 망가이, 쿨라세카란, 라자마헨드라, 티루 비카마는 티루치라팔리에 있는 스리랑가나타르 사원에서 킬리발라반의 조상으로 이름을 올렸다. 다르마바르마는 킬리발라반의 또 다른 조상으로, 아마도 그의 아버지였을 것이다. 이 사원은 트리치 마을 한가운데에 위치해 있다.

## 역사적 사료
고대 타밀나두에는 벤다르라는 왕들이 이끄는 세 군주국과 벨 또는 벨리르라고 불리는 수많은 군장들이 이끄는 군장국들이 있었다. 더 낮은 지역 단위에는 키자르 또는 만나르라고 불리는 씨족장들이 있었다. 타밀 지역은 북부 제국의 통제 밖에 독립적인 존재였다. 타밀 왕과 군장들은 주로 재산 문제로 항상 서로 분쟁을 벌였다. 왕궁은 권위를 행사하는 장소라기보다는 주로 사교 모임 장소였으며, 자원을 분배하는 중심지였다.
촐라, 판디아, 체라 세 왕조의 이름은 아소카의 기둥(기원전 273~232년 새겨짐) 비문에 언급되어 있는데, 이 왕국들은 아소카의 지배를 받지는 않았지만 그와 우호적인 관계를 유지했다. 기원전 150년경 통치했던 칼링가의 왕 카라벨라는 유명한 하티굼파 비문에서 100년 이상 존재했던 타밀 왕국 연맹에 대해 언급했다.
초기 촐라에 대한 가용한 정보의 또 다른 출처는 상감 시대의 초기 타밀 문학이다. 카리칼라 촐라는 가장 유명한 초기 촐라 왕이었다. 그는 타밀 상감 문학의 여러 시에 언급되어 있다. 또한 에리트라해 페리플루스(Periplus Maris Erythraei)에 촐라 지역과 그 도시, 항구, 상업에 대한 간략한 기록이 있다. 페리플루스는 익명의 알렉산드리아 상인이 도미티아누스(기원후 81~96년) 시대에 쓴 작품으로, 촐라 지역에 대한 귀중한 정보를 담고 있다. 반세기 후에 글을 쓴 지리학자 프톨레마이오스는 촐라 지역, 그 항구, 내륙 도시에 대해 더 많은 것을 알려준다.
마하밤사, 불교 경전은 실론 주민과 촐라 지역에서 온 타밀 이민자들 사이의 여러 분쟁을 설명한다.
얄파나 바이파바 말라이와 같은 연대기와 코네사르 칼베투와 같은 석비에는 초기 촐라 왕이자 마누 니디 촐란의 후손인 쿨라코탄이 서해안의 코네스와람 사원과 트링코말리에 있는 438년의 저수지, 문네스와람 사원을 복구했으며, 고대 반니아르를 정착시킨 왕이라고 기록되어 있다.

## 상감 문학 속 촐라
현존하는 증거를 가진 가장 초기의 촐라 왕들은 기원전 600년~기원후 300년 사이에 쓰여진 상감 문학에 언급된 왕들이다. 불행히도 상감 작품의 내부 연대기를 종합하는 것은 불가능했다. 이 때문에 우리는 여러 통치자를 알지만 그들의 연대기는 알지 못한다. 세 왕 모두 전설적인 전쟁에서 싸우거나 두 군대에 식량을 공급하는 데 관여한 것으로 묘사되었다.

### 카리칼라
카리칼라 촐라(기원전 90년경)는 파티나팔라이에 언급된 모든 인물 중 단연 돋보인다. 카리칼라의 아버지는 용감하고 강인한 전사였던 일람쳇첸니였다. '카리칼라'는 '코끼리를 쓰러뜨리는 자' 또는 '불에 그을린 다리'를 의미하며, 이는 왕자가 어린 시절 겪은 화재 사고를 암시하는 것으로 추정된다. 파티나팔라이는 이 사고와 왕자가 어떻게 용감하게 탈출하여 촐라 왕위에 올랐는지 묘사한다. 파티나팔라이는 당시 촐라의 수도였던 카베리파티남에 대한 긴 시이다. 이 작품은 또한 카리칼라가 다른 두 타밀 왕들과 벌인 수많은 전투를 묘사하는데, 그 중 한 전투에서 체라 왕은 수모를 당하고(등에 상처를 입고) 자살했다. 카리칼라는 자신에게 대항하여 결성된 연맹을 깨고 판디아와 체라에 대한 헤게모니를 확립했다.

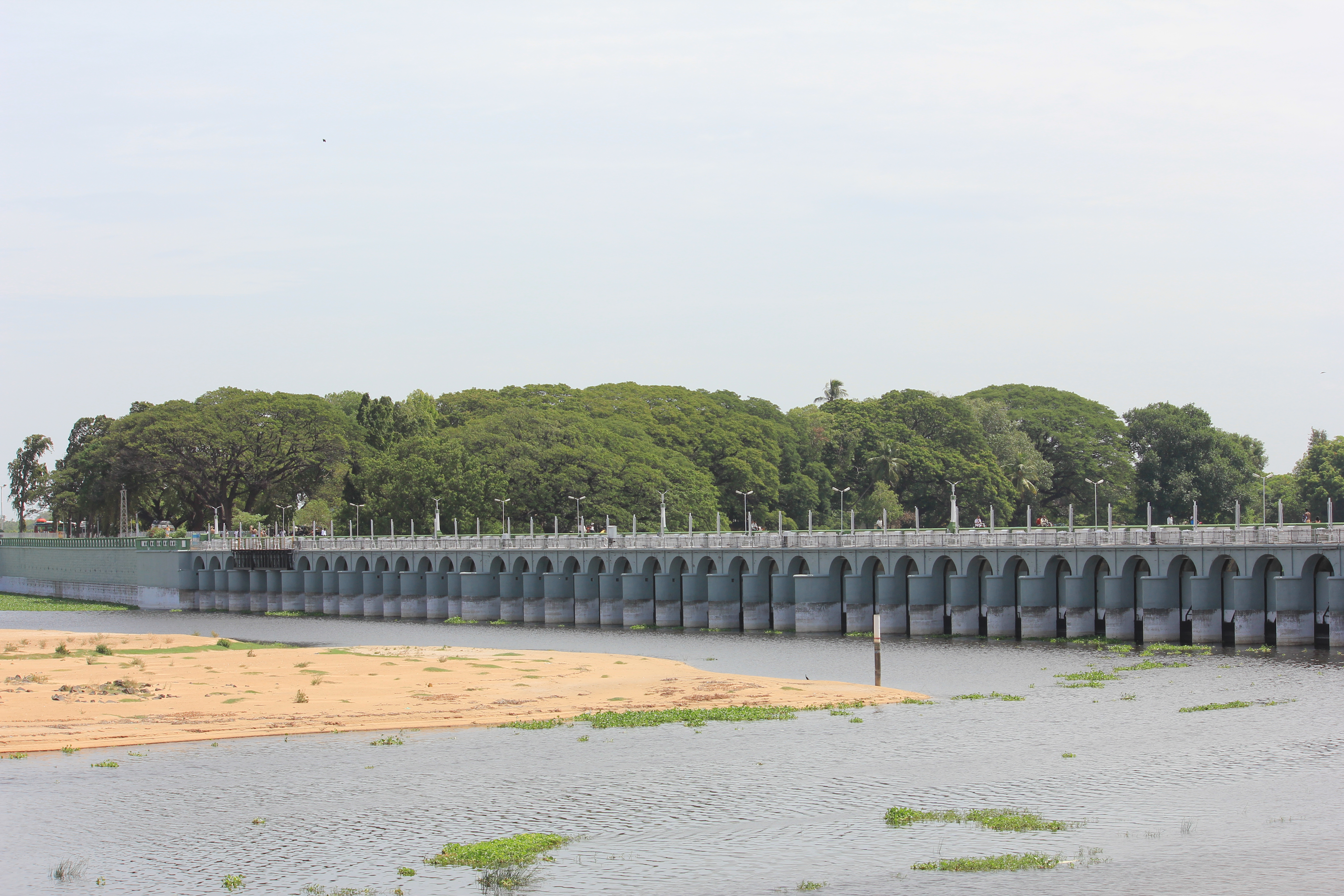
티루치라팔리 근처 카베리강에 카리칼라 촐란이 건설한 칼라나이/그랜드 애니컷

후대에 카리칼라는 실라파티카람과 11세기, 12세기의 비문 및 문학 작품에 나오는 많은 전설의 주제가 되었다. 그들은 그에게 히말라야까지 인도 전역을 정복하고, 봉신들의 도움을 받아 카베리강의 홍수 방어벽인 그랜드 애니컷을 건설한 공을 돌렸다. 그러나 이러한 전설은 상감 시대의 작품에서는 눈에 띄게 나타나지 않는다.

### 날랑킬리 & 네둔킬리
시인 코부르 킬라는 두 촐라 족장인 날랑킬리와 네둔킬리 사이의 장기적인 내전을 언급한다. 네둔킬리는 아부르의 요새에 스스로를 가두었고, 그곳은 날랑킬리의 동생인 마발라탄에게 포위당하고 있었다. 시인은 네둔킬리에게 도시 주민들에게 헤아릴 수 없는 비참함을 안겨주는 대신 남자답게 나와 싸우라고 꾸짖었다.
또 다른 시에서 시인은 두 왕자에게 내전을 포기하라고 간청하는데, 누가 이기든 지는 자는 촐라가 될 것이기 때문이다.

### 코첸간난
포이가야르의 칼라발리에는 촐라 왕 코첸간난과 체라 왕 카나이칼 이루포라이의 전투가 언급되어 있다. 체라 왕은 포로로 잡혔고, 체라 왕의 친구였던 포이가야르는 촐라 왕 코첸간난을 칭송하는 시를 40절에 걸쳐 노래했다. 촐라 왕은 그 작품에 기뻐하며 체라 왕을 풀어주었다. 칼라발리는 체라 수도 근처 칼루말람에서 벌어진 전투를 묘사한다. 코첸간난은 63명의 나야나르 중 한 명이다.
코첸간난은 후대에 많은 사건의 주제가 되었으며, 카베리강을 따라 시바를 위한 많은 훌륭한 사원을 지은 경건한 시바 신자로 묘사된다.

## 사회
상감 문학은 초기 촐라 시대의 사회적, 경제적 상황을 이례적으로 완전하고 진실하게 보여준다.
촐라의 땅은 비옥했고 식량은 풍부했다. 상감 시에 따르면 카베리강이 물을 대는 촐라 지역에서는 코끼리 한 마리가 누울 수 있는 공간에서 일곱 명을 먹여 살릴 수 있는 곡물을 생산할 수 있다고 한다.
세습군주제가 일반적인 통치 형태였다. 계승 분쟁과 내전은 드물지 않았다. 국가 활동의 범위는 제한적이었다. 관습을 존중하는 사회에서는 아무리 사악한 독재자라도 큰 해를 끼치지 못했다.
촐라 군주들은 백성들이 접근할 수 있었고, 대부분의 경우 왕이 직접 재판을 주관했다. 이는 황제가 일반 백성과 접촉하지 못하게 했던 후기 촐라 제국의 웅장한 제국과는 현저히 대조된다. 왕들은 종종 전투에 직접 참전했고, 왕이 전투에서 사망하거나 부상을 입으면 그의 군대는 즉시 싸움을 포기하고 항복했다.
촐라 지역과 고대 로마 제국 사이에 번성했던 무역은 에리트라해 페리플루스 ( 기원후 75년c.)에 자세히 설명되어 있다.

## 참고 문헌
- Nilakanta Sastri, K.A. (1955). A History of South India, OUP, New Delhi (Reprinted 2002).
- South Indian Inscriptions - http://www.whatisindia.com/inscriptions/
- Nagaswamy, R, Roman Karur, Brahadish Publications (1995)
- Krishnamurthy, R Non-Roman Ancient Foreign Coins from Karur in India, Garnet Publishers, Chennai
- Codrington, H. W.  A short History of Ceylon,  London (1926) <http://lakdiva.org/codrington/>.
- Keay, John (2000). 《India: A History》. New Delhi: Harper Collins Publishers. ISBN 0-00-255717-7.